# Esterina knjiga
Esterina knjiga (hebrejsko מגילת אסתר, Esterina knjiga ali preprosto מגילה, M'gilla, Zvitek) je knjiga v tretjem delu (Ketuvim, Spisi) judovske Tanake (Hebrejske Biblije) in ena od knjig Stare zaveze krščanskega Svetega pisma.
Esterina knjiga pripoveduje zgodbo o Judinji v Perziji, rojeni kot Hadasa, vendar bolj znani kot Estera.  Postala je kraljica Perzije in preprečila genocid nad svojim ljudstvom. Zgodba tvori jedro judovskega praznika Purim, med katerim se dvakrat glasno bere: prvič zvečer in drugič naslednje jutro. Esterina knjiga in Pesem pesmi (ali Salomonova pesem) sta edini knjigi v Hebrejski Bibliji, ki ne omenjata boga.

## Mesto in čas dogajanja in zgradba

### Mesto in čas dogajanja
Zgodba se dogaja v perzijski prestolnici Suza (Šušan) v tretjem letu vladanja perzijskega kralja Ahasvérja, najverjetneje Kserksa I. (vladal 486-465 pr. n. št.).  Če je domneva točna, se je zgodba začela okoli 483/482 pr. n. št. in končala marca 473 pr. n. št.
Klasični viri, med njimi Jožef Flavij, judovski učenjak Ešter Rabba, krščanski teolog Bar Hebreus in prevod Esterine knjige v grški Septuaginti istovetijo kralja Ahasvérja z Artakserksom I. (vladal 465-424 pr. n. št.) ali Artakserksom II. (vladal 404-385 pr. n. št.). Artakserks II. je v vojni s kasnejšim faraonom Amirtejem  izgubil Egipt, ki  ni bil zatem nikoli več del Perzijskega cesarstva. 
Peter Komestor, francoski teolog iz 12. stoletja, enači  Ahasvérja z Artakserksom III. (vladal 358–338), ki je ponovno osvojil Egipt.

### Zgradba
Prvo in drugo poglavje knjige sta uvod v glavne dogodke – zaplet in razplet – opisane v poglavjih od 3 do 9:19. Zaključek zgodbe je v poglavjih od 9:20 do 10:3.
Zgodba je strukturirana okoli gostij (mishteh), ki so v zgodbi omenjene 20 krat, v vsem ostalem delu Hebrejske Biblije pa samo 24 krat. V zgodbi je opisan izvor judovskega praznika Purim, čeprav pod tem imenom v zgodbi ni omenjen. Bistvo zgodbe je nenaden in nepričakovan preokret usode: Judje, katerim je grozilo uničenje, so bili čudežno rešeni. Esterino knjigo se lahko bere kot literarno ali umetniško delo ali kot pripoved o božji moči, ki deluje v ozadju človeških dogodkov.

## Zgodba
Perzijski kralj Ahasvér je v prestolnici Suzi priredil 180 dni dolgo pojedino za svoje dvorjane in dostojanstvenike in zatem sedemdnevno pojedino  za vse podložnike (Ester 1:1-9). Sedmi dan druge pojedine je ukazal, naj predenj pripeljejo kraljico Vaští, ki bi nosila samo kraljevsko krono, da bi podložniki lahko občudovali njeno lepoto (1:10-11).  Kraljica je to zavrnila, kar je kralja razbesnelo. Svojim svetovalcem je ukazal, naj kraljico za zgled drugim neposlušnim ženam odstranijo z njenega položaja (1:12-19). Sledil je odlok, da mora biti  »vsak mož vladar v svoji hiši« (1:20-22).
Ahasvér je nato začel med najlepšimi ženskami iz celega cesarstva izbirati novo kraljico  (2:1-4). Med lepoticami je bila tudi judovska sirota Estera, ki je zrasla pri  svojem sorodniku ali stricu Mordekaju (2:5-7). Kralj je opazil njeno lepoto in jo kronal za novo kraljico. Estera mu ni izdala svojega judovskega porekla (2:8-20). Kralj je kmalu zatem z Mordekajevo pomočjo odkril zaroto, ki sta jo pripravljala evnuha Bigtán in Tereš. Zarotnika sta bila za kazen obešena.
Ahasvér je za svojega podkralja imenoval Hamana (3:1). Mordekaj, ki je sedel ob vratih palače, se novemu podkralju ni priklonil in zato padel v nemilost (3:2-5). Ko je Haman odkril, da se mu ni priklonil zaradi svojega judovskega porekla, je sklenil ubiti ne samo njega, ampak vse Jude v cesarstvu (3:6). Kralj je njegov načrt odobril in Judom ponudil, da se lahko odkupijo z  deset tisoč talenti srebra. Rok za odkup je bil 13. dan adarja (3:7-12). Odlok je razglasil po celem cesarstvu in hkrati sporočil, da bo na ta dan začel pobijati Jude (3:13-15). Mordekaj je prosil Estero, naj pri kralju izprosi preklic odloka. Ker se je Estera se je bala, da bo s tem izdala svoje judovsko poreklo in tudi sama postala žrtev, je Mordekaju ukazala, naj se Judje tri dni postijo (4:15-16). Tretji dan je odšla k Ahasvérju, ki je izvlekel žezlo, kar je pomenilo, da ne bo kaznovana (5:1-2). Kralja in Hamana je povabila na zabavo (5:3-5)  in ga na njej povabila, naj se udeleži zabave tudi  naslednji večer (5:6-8).  Mordekaj je medtem ponovno užalil Hamana in Haman je na predlog svoje žene začel za Mordekaja pripravljati vislice (5:9-14). 
Ahasvér tisto noč ni mogel spati in je ukazal, naj mu berejo dvorne dokumente  (6:1). Eden od njih je spomnil kralja, da je Mordekaj preprečil zaroto, ki jo je proti njemu kovala žena, in za to ni bil nikoli nagrajen (6:2-3). Ravno takrat je vstopil Haman in prosil kralja za dovoljenje, da Mordekaja obesi. Kralj ga je zatem vprašal ali bi obesil nekoga, katerega namerava kralj nagraditi (6:4-6). Haman je domneval, da namerava nagraditi njega, zato je rekel, da ne. Ravno nasprotno. Nagrajenca bi se moralo obleči v kraljevska oblačila in ga na kraljevem konju privesti pred kralja. Kralj je presenečenemu Hamanu ukazal, naj vse izrečeno  naredi na smrt obsojenemu Mordekaju (6:10-11). 
Kralj in Haman sta tudi naslednji večer odšla na zabavo, na kateri je kralj Esteri obljubil , da ji bo izpolnil vsako željo. Estera je razkrila, da je Judinja in mu povedala, da namerava Haman pobiti vse Jude v cesarstvu, vključno z njo (7:1-6). Kralj je odšel, Haman pa je začel rotiti Estero za svoje življenje (7:7).  Ko se je Ahasvér   vrni, je ukazal Hamana obestiti na vislicah, ki jih je pripravil za Mordekaja (7:8-10). 
Ker kralj ni mogel preklicati svojega uradnega odloka, je k njemu dodal dovoljenje, da se Judje oborožijo in branijo na dan, ko naj bi se začelo njihovo pobijanje (8:1-14). 13. adarja je bilo v Šušanu  usmrčenih deset Hamanovih sinov in 500 drugih mož (9:1-12). Judje so ubili več kot 75.000 ljudi in niso vzeli nobenega plena. Mordekaj in Ester sta po celem cesarstvu razglasila, da morajo Judje dan svoje odrešitve razglasiti za praznik Purim  (žrébi) (9:20-28). Mordekaj je po teh dogodkih zasedel pomemben  položaj na Ahasvérjevem dvoru (10:1-3).

## Avtorstvo in datum nastanka
Esterina knjiga (Megillat Ester) je bila zadnja od 24 knjig Tanaka (Hebrejska Biblija), ki so jo kanonizirali modreci Velike skupščine (Anšei Knesset HaGedolah). Izvirno Mordekajevo besedilo je uredila Velika skupščina. Njen nastanek se tradicionalno datira v 4. stoletje pr. n. št.
Grška Esterina knjiga, vključena v Septuaginto, je predelava zgodbe iz Hebrejske Biblije in ne njen prevod. Opisuje nekatere dogodke, ki jih v izvirniku ni, od izvirnika pa se razlikuje zlasti po tem, da kralja Ahasvérja enači z Artekserksom, in vsebuje devet dodatkov, ki v hebrejski Esterini knjigi ni. Napisana je bila v poznem 2. ali zgodnjem 1. stoletju pr. n. št.George Lyons: Additions to Esther, Wesley Center for Applied Theology, 2000.</ref> Koptska in etiopska različica Esterine knjige sta prevod grške in ne hebrejske Esterine knjige.
Latinsko različico Esterine knjige je za Vulgato priredil sveti Hieronim. Knjiga je prevod hebrejskega izvirnika z vstavki iz grške različice. 
V srednjem veku je bilo napisanih več targumov (prostih prevodov v aramejščino) Esterine knjige. Ohranila sta se dva: Prvi targum (Targum Rišon) in Drugi targum (Targum Šeni), datirana v obdobje okoli 500-1000 n. št. Targuma nista prav prevoda, ampak sta bolj pripoved, podobna grški,  v katero so vključene tradicionalne legende, povezane s Purimom. Obstaja tudi recenzija   Targum Rišon, ki se včasih šteje za Tretji targum (Targum Šeliši).

## Zgodovinskost
Esterina knjiga spada v kategorijo Ketuvim (Spisi), eno od treh delov judovskega kanona. Po nekaterih viri gre za zgodovinsko pripoved, napisano za razlago judovskega praznika Purim.
Biblicist Michael D. Coogan opozarja, da knjiga vsebuje nekaj podrobnosti, na primer perzijsko oblast, ki zgodovinsko ni točna. Avtor govori tudi o netočnosti glede starosti Esterinega sorodnika Mordekaja, za katerega drugi trdijo, da je bil njen stric. V Estera 2:5–6 je zapis, da je  Mordekaja ali njegovega pradeda Kiša iz Jeruzalema izgnal kralj Nebukadnezar II. leta 597 pr. n. št.:  »…Mordohaj, sin Jaírja, sinú Šimíja, sinú Kiša, Benjaminovca, ki je bil izgnan iz Jeruzalema med izgnanci, ki so bili izgnani z Judovim kraljem Jojahínom, ki jih je izgnal babilonski kralj Nebukadnezar«. Če zapis omenja Mordekaja, bi moral živeti več kot sto let, da bi bil priča dogodkom, opisanim v Esterini knjigi. Odlomek se po drugi strani lahko bere tudi tako, da v Babilon ni bil izgnan Mordekaj, ampak njegov praded Kiš.
Biblicistka Adele Berlin v članku »Esterina knjiga in starodavno pripovedovanje zgodb« razpravlja o razlogih za znanstveno zaskrbljenost glede zgodovinskosti Estere. Večina razprave se nanaša na razlago zgodovinskosti in izmišljenosti svetopisemskih besedil in trdi, da je njihov namen doseči boljše razumevanje zgodovine Izraelcev. Berlinova navaja več avtorjev, ki zgodbe nimajo za zgodovinski zapis ampak zgodovinsko pripoved. Takšne pripovedi so bile pogoste tako v perzijskem kot helenističnem obdobju, v katerem naj bi se dogajala Esterina zgodba.
Nekateri deli knjige so zgodovinsko točni. Zgodba naj bi se dogajala pod kraljem Ahasvérjem, ki je bil prepoznan kot Kserks I. (vladal   486–465 pr. n. št.).  Avtor knjige je očitno poznal tudi perzijske običaje in kraljeve palače.

## Zgodovinska besedila
Avtorji, ki imajo  Esterino knjigo za zgodovinski spis, Ahasvérja najpogosteje enačijo s Kserksom I. (vladal 486–465 pr. n. št.), čeprav se ga je v preteklosti pogosto enačilo z Artakserksom II. (vladal  405–359 pr. n. št.). Hebrejsko ime Ahasuerus (ʔaḥašwērōš) izhaja najverejetneje iz perzijskega imena Xšayārša, iz katerega izhaja tudi grški Xerxes. Grški zgodovinar Herodot je zapisal, da je Kserks po porazu v grško-perzijski vojni iskal svoj harem. Od haremskih gospa omenja samo kraljico Amestris, katere oče Otanes je bil eden od Kserksovih generalov. Amestris se je pogosto istovetila s svetopisemsko Vašti. Enačenje je problematično, ker je Amestris ostala pomembna osebnost tudi med vladavino njenega sina Artakserksa I., medtem ko je Vašti opisana kot kraljica, odpuščena v zgodnjem delu Kserksove vladavine. Amestris so poskušali istovetiti tudi z Estero, čeprav je bila Estera sirota, hčerka Juda z imenom Abihail.
Iz obdobja perzijskih kraljev Kserksa I. in njegovega očeta Dareja I. sta med imeni visokih dvornih uradnikov v več kot trideset besedilih omenjeni imeni Marduka in Marduku, podobni hebrejskemu Mordekaju. Imena se nanašajo na največ štiri osebe, od katerih bi ena lahko bila Mordekaj.
V stari grški različici Septuaginte je v Esterini knjigi ime Ahasuerus  prevedeno v Artaxerxes. Ime je izpeljano iz perzijskega Artaxšaϑra. Ime Artakserks uporabljata tudi Jožef Flavij in midraško besedilo Ester Rabba, medtem ko Bar-Hebraeus Ahasuerusa eksplicitno enači z Artakserkom II.   
Nekateri avtorji poskušajo Ahasuerus  poistovetiti z Artakserksom I. (vladal 465-424 pr. n. št.), katerega babilonska priležnica Kozmartidena  je bila mati njunega sina Dareja II. (vladal 424-405 pr. n. št.). Judovsko izročilo pravi, da je bila Estera mati Dareja II., zato nekateri avtorji poskušajo izenačiti Ahasuerusa z Artakserksom I., Estero pa s Kozmartideno.
Izhajajoč s stališča, da je Ahasuerus iz Tobitove knjige identičen z Ahasuerusom iz Esterine knjige, so ga nekateri avtorji izenačili z Nebukadnezarjevim zaveznikom, medijskim kraljem Kjaksarjem (vladal 625–585  pr. n. št.). V nekaterih rokopisih Tobitove knjige se Kjaksar imenuje Ahiahar. Ime je izpeljano iz perzijskega imena Huwaxšaϑra. V drugih virih se Ahasuerus enači tudi z drugimi perzijskimi vladarji.  
Jacob Hoschander vidi Hamana in njegovega očeta Hamedata v Strabonovih Omanusu in Anadatusu in trdi, da nista bila božanstvi, kot omenja Strabon.